# Dekalog
Dekalog (em português O Decálogo) é uma série cinematográfica polaca de 1989, originalmente produzida para uma minissérie televisiva, dirigida por Krzysztof Kieślowski e co-escrita por ele e por Krzysztof Piesiewicz, com trilha sonora de Zbigniew Preisner. 
A série consiste em dez filmes de aproximadamente uma hora de duração, cada um representando um dos Dez Mandamentos, explorando possíveis significados dos mandamentos - considerados freqüentemente ambíguos e contraditórios - inserindo-os numa história ficcional ocorrida na Polônia moderna. 
É o trabalho mais conhecido e aclamado de Kieślowski, tendo recebido diversos prêmios internacionais.

## Produção
Embora cada filme seja independente, a maioria obedece o mesmo roteiro (um conjunto habitacional grande em Varsóvia), e alguns dos personagens estão familiarizados uns com os outros. O grande elenco inclui atores famosos e desconhecidos, muitos dos quais também foram utilizados em outros filmes de Kieślowski. Normalmente, para Kieślowski, o tom da maioria dos filmes é melancólico, com exceção do último filme, que, assim como Trois couleurs: Blanc, é uma comédia de humor negro, e apresenta dois dos mesmos atores, Jerzy Stuhr e Zbigniew Zamachowski.
A série foi concebida quando Krzysztof Piesiewicz, que havia visto uma obra de arte do século 15 mostrando os Mandamentos em cenas desse período, sugeriu a ideia de um equivalente moderno. Krzysztof Kieslowski estava interessado no desafio filosófico e também queria usar a série como um retrato das dificuldades da sociedade polonesa, enquanto deliberadamente evitando as questões políticas de seus filmes anteriores. Ele originalmente tinha em mente contratar 10 diretores diferentes, mas decidiu que ele mesmo iria dirigir os filmes, embora utilizando uma fotografia diferente para cada, com exceção dos episódios III e IX, onde ambos tiveram Piotr Sobocinski como diretor de fotografia.

## Temas
Os 10 filmes são intitulados simplesmente pelo número do episódio (por exemplo Decálogo: Um). Segundo a introdução de Roger Ebert para o conjunto de DVD , Kieślowski disse que os filmes não correspondem exatamente aos mandamentos, e nunca usou seus nomes.

## Recepção
O Decálogo foi admirado por críticos, bem como por figuras importantes da indústria cinematográfica, como Stanley Kubrick.
A caixa de DVD tem classificação de 100% no Rotten Tomatoes baseado em 28 avaliações. A série também foi elogiado por alguns dos críticos de cinema de renome, incluindo Roger Ebert  e Robert Fulford .
Em 2002 uma votação da revista britânica especializada em cinema Sight & Som para determinar os melhores filmes de todos os tempos, O Decálogo e A Short Film About Killing, outro filme de Kieslowski receberam votos de quatro críticos e três diretores, incluindo Ebert, o crítico do New Yorker David Denby e da diretora Mira Nair. Além disso, na pesquisa da Sight & Som realizada no mesmo ano para determinar os 10 melhores filmes dos últimos 25 anos, Kieslowski foi nomeado como o número 2 na lista dos melhores diretores, com votos para seus filmes sendo divididos entre Decálogo, três The Three Colors Trilogy e A Dupla Vida de Véronique.
Em 2002, o filme também foi listado entre os 100 Filmes Essenciais de todos os tempos pela National Society of Film Critics (NSFC), organização norte americana de críticos de cinema e televisão, ficou também no 36 º lugar na lista "As 100 melhores filmes do Cinema Mundial", realizada em 2010 pela revista Empire .

## Lista de episódios
- Dekalog I: Amarás a Deus sobre todas as coisas (Nie będziesz miał bogów cudzych przede mną)
- Dekalog II: Não tomarás o santo nome de Deus em vão (Nie będziesz brał imienia Pana Boga swego nadaremno)
- Dekalog III: Guardarás domingos e festas sagradas (Pamiętaj abyś dzień święty święcił)
- Dekalog IV: Honrarás ao pai e à mãe (Czcij ojca swego i matkę swoją)
- Dekalog V: Não matarás (Nie zabijaj)
- Dekalog VI: Não pecarás contra a castidade(Nie cudzołóż)
- Dekalog VII: Não roubarás (Nie kradnij)
- Dekalog VIII: Não levantarás falso testemunho (Nie mów fałszywego świadectwa przeciw bliźniemu swemu)
- Dekalog IX: Não desejarás a mulher do próximo (Nie pożądaj żony bliźniego swego)
- Dekalog X: Não desejarás os bens do próximo (Ani żadnej rzeczy, która jego jest)